# Ангила
Ангѝла (на английски: Anguilla – Ангуила; на испански: Anguila – Ангила; също Ангиля) е остров в източната част на Карибско море и самоуправляваща се задморска територия на Великобритания. Ангила е част от Малките Антили. Разположена е на изток от Пуерто Рико и Вирджинските острови и северно от Свети Мартин. Територията ѝ се състои от главния остров Ангила, дълъг около 26 km и широк 4,8 km в най-широката си част, заедно с много по-малки острови и ридове без постоянно население. Столицата на острова е Вали. Общата площ на територията е 102 km2, с население от приблизително 14 764 души (приблизителна оценка за 2016).

## Етимология
Името Ангила е англицизирана или латинирана форма на по-ранна испанска дума anguila, която означава „змиорка“ по отношение на формата на острова. Смята се, че островът е получил името си от Христофор Колумб. По подобни причини, островът също е бил известен като Snake („Змия“).

## История
- ноември 1493 г. – експедицията на Христофор Колумб достига острова;
- 1783 г. – колония на Великобритания, населена с преселници от о-в Сейнт Китс;
- 1882 г. – включен в колонията Подветрени о-ви заедно с островите Сейнт Китс и Невис;
- 1958 – 1962 г. – част от Западноиндийската федерация;
- 1967 г. – получава статут на „асоциирана с Великобритания държава“;
- 1969 г. – провъзгласява се за независима република, но не получава признание от Великобритания;
- 1976 г. – частично самоуправление;
- 19 септември 1980 г. – отделя се от Сейнт Китс и Невис и получава от Великобритания право на самостоятелно управление като нейна зависима територия (сега наричана „отвъдморска територия“);
- 1982 г. – вътрешно самоуправление. Има свое правителство, губернатор и събрание на представителите.

## География
Британската територия Ангила е разположена в северната част на Наветрените острови, които влизат в състава на малките Антилски острови. На запад протока Анегада я отделя от Британските Вирджински острови, на 7 km южно от нея е френско-нидерландския остров Сен Мартен (Синт Маартен). Територията има обща площ от 102 km² и е съставена от 4 малки острова Ангила (91 km²), Скруб (7,8 km²), Дог (2,2 km²) и Сомбреро (0,4 km²) и още 15 миниатюрни островчета и скали с обща площ 0,6 km². Общата дължина на бреговата линия е 67 km. Най-големият остров Ангила е с малка надморска височина, като най-високата му точка е едва на 65 m над морското равнище. Изграден е от корали и варовик. Почвата на острова е тънка и неплодородна и върху нея растат единствено храсти. Климатът е тропичен, пасатен със средна годишна температура 24°С, а годишната сума на валежите около 1300 mm. Ангила е известна със своите красиви и екологично важни коралови рифове.

## Икономика
Сухата земя на Ангила, която до голяма степен е неподходяща за селско стопанство, има малко наземни природни ресурси. Основните индустрии са туризъм, офшорно инкорпориране и управление, офшорно банкиране, застраховане и риболов.
Валутата на Ангила е Източно карибският долар, въпреки че Щатският долар също е широко приет. Обменният курс е фиксиран към щатския долар при US$1 = EC$2.70.
Финансовата система на Ангила се състои от 7 банки, 2 предприятия за парични услуги, повече от 40 мениджъри на дружества, повече от 50 застрахователи, 12 брокери, повече от 250 посредници и повече от 50 взаимни фонда.
Туристическата индустрия на Ангила получи сериозен тласък, когато е избрана да бъде домакин на „World Travel Awards“ през декември 2014 г., известно като „Оскарите на туристическата индустрия“. Ангила е обявена за водеща световна дестинация за луксозни острови от кратък списък с кандидати от най-висок клас, като Сент Бартс, Малдивите и Мавриций.
Ангила има за цел да добива 15% от енергията си от слънчева енергия, за да бъде по-малко зависима от скъпия внос на дизел.

## Население
90% от населението на Ангила е от негроидната раса, потомци на роби, транспортирани от Африка. Малцинства са белите хора (около 4%) и хора от смесени раси (5%).
72% от населението е коренно, а останалите 28% са хора от САЩ, Великобритания, Сейнт Китс и Невис, Доминиканската република и Ямайка.